# کلینگهوزن (آمت)
کلینگهوزن (به آلمانی: Amt Kellinghusen) یک منطقهٔ مسکونی در آلمان است که در شلسویگ-هولشتاین واقع شده‌است. کلینگهوزن  ۲۳٬۳۷۲ نفر جمعیت دارد.